# Hildegard Knef
Hildegard Knef (Ulm, 28 december 1925 – Berlijn, 1 februari 2002) was een Duits actrice, schrijfster en zangeres. Ze wordt vergeleken met die andere Duitse diva, Marlene Dietrich, die in Amerika beter uit de verf kwam dan Knef. De vergelijking betreft vooral het type vrijgevochten, zelfbewuste vrouw. Zonder meer geldt Knef als een van de belangrijkste actrices van het naoorlogse Duitsland.
Ze volgde tijdens de oorlogsjaren een opleiding aan de filmschool in Babelsberg bij Berlijn. Daar deed ze haar eerste vriend op, een chef bij het filmbedrijf, met wie ze voor de Russen vluchtte. Na toch te zijn opgepakt bleek de vriend een beschermeling van Joseph Goebbels, een nazi uit de hogere kringen. Deze nazi-connectie heeft een glanzende carrière van Knef in de Verenigde Staten verhinderd, hoewel ze er met haar rol in de Broadwaymusical Silk Stockings van Cole Porter wel succes had.
Knefs carrière begon in 1946 met Die Mörder sind unter uns, de eerste naoorlogse Duitse film. Zij speelde daarin de rol van Suzanna Wallner, die als overlevende uit een concentratiekamp geconfronteerd wordt met het door bombardementen en gevechten verwoeste Berlijn. In 1951 veroorzaakten de thema's zelfmoord en euthanasie in de film Die Sünderin een schandaal.
Een internationale filmcarrière was voor Knef, of 'Neff', zoals ze zich in de Verenigde Staten liet noemen, niet weggelegd, hoewel ze er veel moeite voor heeft gedaan. Ze ontpopte zich in de jaren zestig met haar zwaar doorrookte stem vooral als chanteuse, die veel van haar liedteksten zelf schreef. Ze was te horen op de gelegenheidssingle Auntie. Er verscheen door de jaren heen een uitgebreide discografie. Later gebruikte ze haar schrijftalent voor een aantal boeken, onder andere het autobiografische Der geschenkte Gaul (1970, Nederlandse vertaling Een gegeven paard, 1978), dat een veelgeprezen bestseller werd, en Das Urteil (Nederlandse vertaling Het vonnis, 1975). In dat laatste boek schrijft ze over kanker.
Knef zelf, die in interviews vrijmoedig over persoonlijke zaken sprak, heeft volgens eigen zeggen meer dan twintig jaar de kanker in haar eigen lichaam bestreden, werd vijftig keer geopereerd, raakte verslaafd aan pijnstillende drugs en medicijnen, lag in 2001 drie weken in coma, raakte door alle behandelingen steeds vatbaarder en overleed uiteindelijk aan een longontsteking. Volgens eigen zeggen liet ze bij al haar ziek-zijn geen zelfmedelijden toe en ging ze ervan uit dat ze pas dood zou gaan als het haar tijd was. Zij noemde dat 'het noodlot'. Tussen alle behandelingen door probeerde ze haar werk voort te zetten. In 1998 nog nam ze een cd op met jazz- en rocknummers en in 1999 verscheen een cd met de titel 17 Millimeter.
Hildegard Knef was driemaal gehuwd: van 1947 tot 1953 met een Amerikaan, van 1962 tot 1976 met de Britse acteur David Cameron, met wie ze in 1968 een dochter kreeg, en van 1977 tot haar dood met een Oostenrijks-Hongaarse edelman. Ze overleed op 1 februari 2002 op de leeftijd van 76 jaar. De stad Berlijn zorgde voor een eregraf.

## Filmografie

### Bioscoopfilms
- 1945: Die Brüder Noltenius
- 1945: Unter den Brücken
- 1945: Frühlingsmelodie (onvoltooid)
- 1946: Die Mörder sind unter uns (Wolfgang Staudte) - Suzanna Wallner
- 1947: Zwischen gestern und morgen
- 1948: Film ohne Titel
- 1948: Fahrt ins Glück
- 1951: Die Sünderin (Willi Forst) - Marina
- 1951: Es geschehen noch Wunder
- 1951: Decision Before Dawn (Anatole Litvak) - Hilde
- 1952: Nachts auf den Straßen
- 1952: Diplomatic Courier (Henry Hathaway) - Janine Betki
- 1952: The Snows of Kilimanjaro (Henry King) - gravin Liz
- 1952: Night Without Sleep
- 1952: Alraune
- 1952: La Fête à Henriette (Julien Duvivier) - Rita Solar
- 1952: Illusion in Moll
- 1953: The Man Between (Carol Reed) - Bettina Mallison
- 1954: Eine Liebesgeschichte
- 1954: Geständnis unter vier Augen
- 1954: Svengali
- 1958: Madeleine und der Legionär
- 1958: La Fille de Hambourg
- 1959: Der Mann, der sich verkaufte
- 1959: Subway in the Sky
- 1960: La strada dei giganti
- 1962: Lulu
- 1963: Caterina di Russia
- 1963: Landru (Claude Chabrol) - mevrouw X
- 1963: Die Dreigroschenoper
- 1963: Ballade pour un voyou
- 1963: Das große Liebesspiel
- 1964: Gibraltar
- 1964: Wartezimmer zum Jenseits
- 1964: Verdammt zur Sünde
- 1965: Mozambique
- 1968: The Lost Continent
- 1976: Jeder stirbt für sich allein
- 1978 - Fedora (Billy Wilder) - gravin Fedora Sobryanski
- 1980: Warum die UFOs unseren Salat klauen
- 1984: Flügel und Fesseln
- 1988: La casa 4 (Witchcraft)
- 1999: Eine fast perfekte Hochzeit

### Televisie
- 1959: International Detective
- 1959: ITV Play of the Week
- 1960: Die geliebte Stimme
- 1962: Golden Boy
- 1962: Laura
- 1963: Curd Jürgens erzählt …
- 1966: Mrs. Dally: Heute ist Unabhängigkeitstag
- 1978: Großstadt-Miniaturen
- 1979: Der Alte: Illusionen über einen Mord
- 1982: Der Gärtner von Toulouse
- 1984: Agentin mit Herz: Warten auf Godorsky (seizoen 1, aflevering 21)
- 1990: Ein Schloss am Wörthersee: Adel verpflichtet zu nichts
- 1992: In inniger Feindschaft
- 1992: Haus am See
- 1993: Berlin Break
- 1994: Die Stadtindianer
- 1994: Tödliches Erbe
- 1995: Peter Strohm: Die Gräfin

## Toneelrollen
- 1944: Der kleine Herr Niemand, Kammerspiele des Deutschen Theaters, Berlijn. Rol: Lena. eerste voorstelling: 8 juni 1944.
- 1945: Heute Abend um sechs, Tribüne, Berlijn. Rol: conférencière. eerste voorstelling: 16 juni 1945.
- 1945: Der Raub der Sabinerinnen, Renaissance-Theater, Berlijn. Rol: Paula. eerste voorstelling: juni 1945.
- 1945: Hokuspokus, Schloßpark-Theater, Berlijn. Rol: spreekster. eerste voorstelling: 3 november 1945.
- 1945: Ein Spiel um Tod und Liebe, Schloßpark-Theater, Berlijn. Rol: vrouwelijke hoofdrol (tijdelijk). eerste voorstelling: 8 december 1945.
- 1945: Zum Goldenen Anker, Schloßpark-Theater, Berlijn. Rol: Fanny, verkoopster van schaaldieren (tijdelijk). eerste voorstelling: 20 februari 1945.
- 1946: Danach, Schloßpark-Theater, Berlijn. Rol: Ursel. eerste voorstelling: 11 januari 1946.
- 1946: Wie es euch gefällt, Schloßpark-Theater, Berlijn. Rol: Celia. eerste voorstelling: 30 april 1946.
- 1946: Drei Mann auf einem Pferd, Schloßpark-Theater, Berlijn. Rol: Mabel. eerste voorstelling: 16 augustus 1946.
- 1947: O Wildnis! Schloßpark-Theater, Berlijn. Rol: Belle, prostituee. eerste voorstelling: 4 juli 1947.
- 1955: Silk Stockings, Imperial Theatre, New York. Rol: Ninotchka. eerste voorstelling: 24 februari 1955
- 1960: Der Nerz, Schloßpark-Theater, Berlijn. Rol: Marie-Paule, prostituee. eerste voorstelling: 4 juni 1960.
- 1961: Nicht von gestern (Born Yesterday), Tourneetheater Die Schaubühne, Minden/Westfalen. Rol: Billie Dawn. eerste voorstelling: 12 januari 1961.
- 1965: Mrs. Dally, Tourneetheater Die Schaubühne, in het: Theater in der Leopoldstraße, München. Rol: Mrs. Dally. eerste voorstelling: 2 februari 1965.
- 1987: Cabaret, Theater des Westens, Berlijn. Rol: Fräulein Schneider. eerste voorstelling: 3 oktober 1987.

## Hoorspel
- 1947: Curt Goetz: Hokuspokus – Regie: Hans Fahrenburg (Berliner Rundfunk)

## Luisterboeken
- 1998 (Hoorbare publicatie 2005): Der geschenkte Gaul, tacheles! / Roof Music
- 2003: Das Urteil, tacheles!/ROOF Music, ISBN 978-3-936186-37-6

## Hits in Duitsland
- 1963 - Aber schön war es doch
- 1968 - Für mich soll's rote Rosen regnen